# 井村俊哉
井村 俊哉（いむら としや、1984年9月10日 - ）は、日本の投資家、中小企業診断士、YouTuber、元お笑いタレント。株式会社Zeppy代表取締役社長／CEO。

## 人物・経歴
茨城県水戸市出身。身長173cm。血液型O型。父は大学教授。
水戸市立第四中学校、茨城県立緑岡高等学校を経て、2006年に群馬大学工学部機械システム工学科を卒業後、養成学校「スクールJCA」に16期・17期生として通う。アルバイト生活をしながら、2009年にプロダクション人力舎所属のお笑いトリオ「ザ・フライ」としてデビュー（後に「シンブン」に改名）。2011年のキングオブコントでは準決勝まで進出した。2017年6月にトリオを解散し、芸人を引退。
芸人活動と並行して2011年より本格的に株式投資を始め、アベノミクス景気の追い風などで2021年までに総利益10億円を達成した。
2019年にYouTuberマネジメント会社のZeppyを起業。2021年には9億円で三井松島ホールディングスを5％超保有し話題となった。2023年には通算運用益80億円を達成。中小企業診断士。
芸人時代の同期である岡野陽一に100万円以上融資している「大口債権者」であり、担保として「木曜日」を差し出されている。岡野の芸人としてのポテンシャルを評価しているため、人気者になったときに融資したエピソードが後々価値を生むと考えている。

## 著書
- 『年収3万円のお笑い芸人でも1億円つくれたお金の増やし方5.0』日経BP社 2018年
- 『1億円を作る! 億り人がやっている株探の超スゴい裏ワザ大全』（共著）宝島社 2021年

## テレビ出演
- 日経CNBCコメンテーター[21]